# تیم ملی فوتسال کوبا
تیم ملی فوتسال کوبا نماینده کوبا در مسابقات بین‌المللی فوتسال و یکی از تیم‌های فوتسال کونکاکاف است.